# Saison 2 des Bleus : Premiers pas dans la police
Chronologie
Saison 1 Saison 3
Cet article présente le guide des épisodes de la deuxième saison de la série télévisée française Les Bleus : Premiers pas dans la police (2006-2010).

## Épisode 1:Derrière les barreaux
- France : 1er avril 2009 sur M6

- Samy Seghir : Abdel
- Valérie Leroy : Alison Domez
- Quentin Baillot : patron boîte de nuit
- Sophie Le Tellier : la mère de Jordan
- Nathalie Kanoui : l'agent immobilier

## Épisode 2:Nouveau Départ
- France : 1er avril 2009 sur M6

- Stéphane Brel : Stanislas Meyrac
- Ludovic Berthillot : François Corcieux
- Grégoire Bonnet : le juge

## Épisode 3:Jeux dangereux
- France : 8 avril 2009 sur M6

- Gabriel Le Doze : Jean Merquin
- Jean-Paul Dubois : Roland Laporte

## Épisode 4:Alerte enlèvement
- France : 8 avril 2009 sur M6

- Gabriel Le Doze : Jean Merquin
- Pierre Baux : Marco Kruger
- Quentin Baillot : patron boîte de nuit

## Épisode 5:Devoir de mémoire
- France : 15 avril 2009 sur M6

- Nadine Alari : Geneviève Castelli
- Philippe Laudenbach : Raoul Castelli
- Pierre Maguelon : Raymond Pelletier
- Pierre Baux : Marco Kruger
- Valérie Leroy : Alison Domez

## Épisode 6:À bout portant
- France : 15 avril 2009 sur M6

- Cyril Guei : Omar Keita
- Pierre Baux : Marco Kruger
- Valérie Leroy : Alison Domez
- Frédéric Anscombre : le commandant Borelli

## Source
- Site de M6 sur la série